# Zak Brown
 (août 2017).
Si vous disposez d'ouvrages ou d'articles de référence ou si vous connaissez des sites web de qualité traitant du thème abordé ici, merci de compléter l'article en donnant les références utiles à sa vérifiabilité et en les liant à la section « Notes et références ».
Zak Brown, né le 7 novembre 1971 à Los Angeles, est un homme d'affaires américain, ancien pilote professionnel, et dirigeant sportif résidant à Londres, au Royaume-Uni.
Il est le directeur exécutif de McLaren Racing. Brown est le fondateur et directeur général (CEO) de l'agence Just Marketing International (en) (JMI), la plus grande agence de marketing du monde du sport automobile. JMI, qui a été fondée en 1995, a été acquise en 2013 par CSM Sport & Entertainment, une division de la société britannique Chime Communications Limited (en).
Les réalisations de Brown en tant que spécialiste du marketing sportif ont été saluées à de multiples reprises, il a reçu le prix de « Marketer de l'année » attribué par Promo Magazine, été nommé quatre fois à l'INC 500 Fastest Growing Private Companies of the Year (Top-500 des entreprises privées à plus forte croissance), est inscrit au Hall of Fame du Sports Business Journal pour les moins de quarante ans, recevant le prix à trois occasions.
Sous sa direction, McLaren remporte en 2024 son neuvième titre mondial des constructeurs de Formule 1, 26 ans après le précédent. 

## Carrière de pilote de course
Zak Brown commence sa carrière de pilote en karting en 1986. En cinq saisons, de 1986 à 1990, il remporte 22 courses puis se tourne ensuite vers l'Europe où il remportera sa première victoire en Formule Ford 1600 sur le circuit de Donington Park au Royaume-Uni. En 1992, participant aux Opel-Lotus Benelux Series (Belgique), Brown termine dans le top-10 à chacune des courses, avant de terminer quatrième du classement l'année suivante.
À ce stade, Brown participe à des compétitions des deux côtés de l'Atlantique, il court dans la série nord-américaine Toyota Atlantic en plus des Opel-Lotus Benelux Series et du championnat britannique 1994 de F3. Il fait ses débuts en catégorie Indy Lights à Laguna Seca en 1995 et participe à une épreuve du championnat allemand de F3 en 1996.
En 1997, Brown termine deuxième dans la catégorie GT2 des 24 Heures de Daytona, pilotant pour l'écurie allemande Roock Racing (Porsche). Il termine également second des 12 Heures de Sebring 1997.

### Depuis 2000
Zak Brown se tient à l'écart des courses professionnelles entre 2001 et 2005 pour se consacrer à son poste de directeur de Just Marketing International. En 2006, il revient à la compétition aux 24 Heures Britcar de Silverstone en remportant le titre de sa catégorie au sein d'une équipe à quatre pilotes (écurie Moore International Motorsport). En 2007, il dispute le Ferrari Challenge avec une écurie de six voitures présentée par le concessionnaire Ferrari de Washington D.C.. Lors de la première épreuve, à Fontana, il part de la pole position, mène toute la course en tête et remporte la victoire. L'année suivante, Zak Brown revient à la compétition à plein temps. La saison de 2008 du Ferrari Challenge est marquée par une victoire sur le circuit Gilles-Villeneuve de Montréal.
En 2009, Brown et Richard Dean cofondent l'écurie United Autosports, une équipe professionnelle de course automobile basée au Royaume-Uni et aux États-Unis. En 2010, l'équipe prend la troisième place aux 24 Heures de Spa puis remporte sa première victoire en 2011 dans le British GT Championship.
En 2012, l'équipe court dans la série Blancpain Endurance Series sur une McLaren MP4-12C GT3 et sur une Audi R8 LMS dans le British GT Championship. L'équipe participe également au 12 Heures de Dubaï, au 12 Heures de Bathurst, à la Macau GT Cup et aux 24 Heures de Spa. Brown remporte la dernière manche du British GT Championship à Donington Park avec Álvaro Parente dans une McLaren MP4-12C GT3.
Il pilote régulièrement dans les courses historiques telles que le Grand Prix de Monaco. En 2013, Zak Brown participe à la saison complète du British GT Championship avec United Autosports dans une McLaren MP4-12C GT3. En 2014 et en 2015, il se concentre sur les courses historiques et participe à un certain nombre de rassemblements routiers.
Zak Brown a une fortune actuelle[Quand ?] de 150 millions de dollars.

## United Autosports
Zak Brown a fondé l'équipe de course automobile United Autosports avec l'ancien pilote de course britannique, Richard Dean en 2009. L'équipe participe à des événements à travers le monde tels que la Macau GT Cup, les 24 Heures de Spa, les 12 Heures d'Abou Dabi et les 12 Heures de Bathurst en Australie. L'activité historique de l'équipe United Autosports prépare et gère les voitures de course historiques, à la fois pour la collection de Zak Brown et pour les clients.

## McLaren Racing
Le 21 novembre 2016, Zak Brown est nommé directeur exécutif de McLaren Racing, à la suite du départ de Ron Dennis. Brown fait directement rapport au comité exécutif du groupe. 

## Historique Motorsports Productions
Brown a lancé une série de courses historiques en 2010 avec le pilote américain Bobby Rahal. L'énoncé de la mission de l'entreprise est de posséder, de gérer et d'organiser une série d'événements de course historiques de qualité supérieure et d'expériences de style de vie connexes dans les sites historiques nord-américains. Chaque année, des événements sont organisés sur le circuit du Barber Motorsports Park, sur le circuit Mont-Tremblant, ainsi qu'à Sebring.